# مهاجران افغانستانی
مهاجران افغانستانی، به مردم تبعهٔ کشور افغانستان گفته می‌شود که از این کشور بیرون رفته و به کشورهای دیگر مهاجرت کرده‌اند.
در سال ۲۰۲۴، بین ۵ تا ۸ میلیون پناهندهٔ افغانستانی در ایران زندگی می‌کرده‌اند که فقط بخشی از آن‌ها به عنوان مهاجر قانونی ثبت‌نام کرده‌اند و بقیه به صورت غیرقانونی در ایران زندگی می‌کنند. اکنون این میزان طبق گزارش کمیساریای سازمان ملل در امور پناهجویان به ۲ میلیون و ۸۰۰ هزار مهاجر قانونی رسیده است.
بر طبق گفتهٔ رئیس مرکز امور اتباع و مهاجرین خارجی وزارت کشور ایران، بنابر آمار منتشر شده سازمان بین‌المللی مهاجرت، موج ورود اتباع افغانستانی به ایران همچنان ادامه داشته و در شش‌ماهه اوّل سال ۲۰۲۴، بیش از یک میلیون نفر از اتباع افغانستانی به ایران پناهنده شده‌اند.
دولت ایران سیاست‌های جدید در قبال اخراج اتباع افغانستانی غیرمجاز انجام داد و تصمیم دارد که تا آخر سال ۱۴۰۳ حدود ۲ میلیون مهاجر غیرقانونی را اخراج کند و تا ۷ آبان ۱۴۰۳ حدود ۸۵۰ هزار از مهاجران غیرقانونی را اخراج کرده است.
آمار رسمی پاکستان هم نشان از این دارد که ۱٫۵ میلیون پناهندهٔ ثبت‌نام شده و حدود یک میلیون پناهنده به صورت غیرقانونی در آنجا زندگی می‌کنند. برخی از پناهجویان بازگشته از پاکستان به افغانستان در شکایاتی عنوان کرده‌اند که آن‌ها در این کشور مورد ضرب‌وشتم و هتک حرمت قرار گرفته‌اند. برخی از افغانستانی‌های بازگشته از ایران نیز تجربیاتی مشابه‌ای داشته‌اند.
اگرچه اکثریت آن‌ها چنین تجربیاتی نداشته‌اند و به صورت داوطلبانه و به انتخاب خود پاکستان را ترک کرده‌اند. تعدادی از آن‌ها نیز، سفر خود را به مقصد کشورهای اروپایی به امید یافتن سرپناهی مناسب‌تر آغاز کرده‌اند. حکومت پاکستان توافق کرده است که هیچ پناهجوی افغانستانی را به اجبار از پاکستان اخراج نکند. بنابر توافقی که بین دولت‌های افغانستان، پاکستان و کمیساریای عالی سازمان ملل برای پناهجویان صورت گرفت، به افغانستانی‌های پناهنده در این کشور اجازه داده شده تا پایان سال ۲۰۱۷ در این کشور بمانند. مدّت اقامت پناهجویان افغانستانی در ایران نیز هر سال با پرداخت پول به دولت ایران، به مدّت یک سال تمدید می‌شود.

## موج پناهندگان
جدول زیر پناهندگان افغانستانی (قانونی و غیرقانونی) را در چهار موج نشان می‌دهد:
- جنگ شوروی در افغانستان
- جنگ کابل در سال‌های ۱۹۹۲ تا ۱۹۹۶
- جنگ داخلی افغانستان در سال‌های ۱۹۹۶ تا ۲۰۰۱
- جنگ درافغانستان از سال ۲۰۰۱ تا ۲۰۲۱

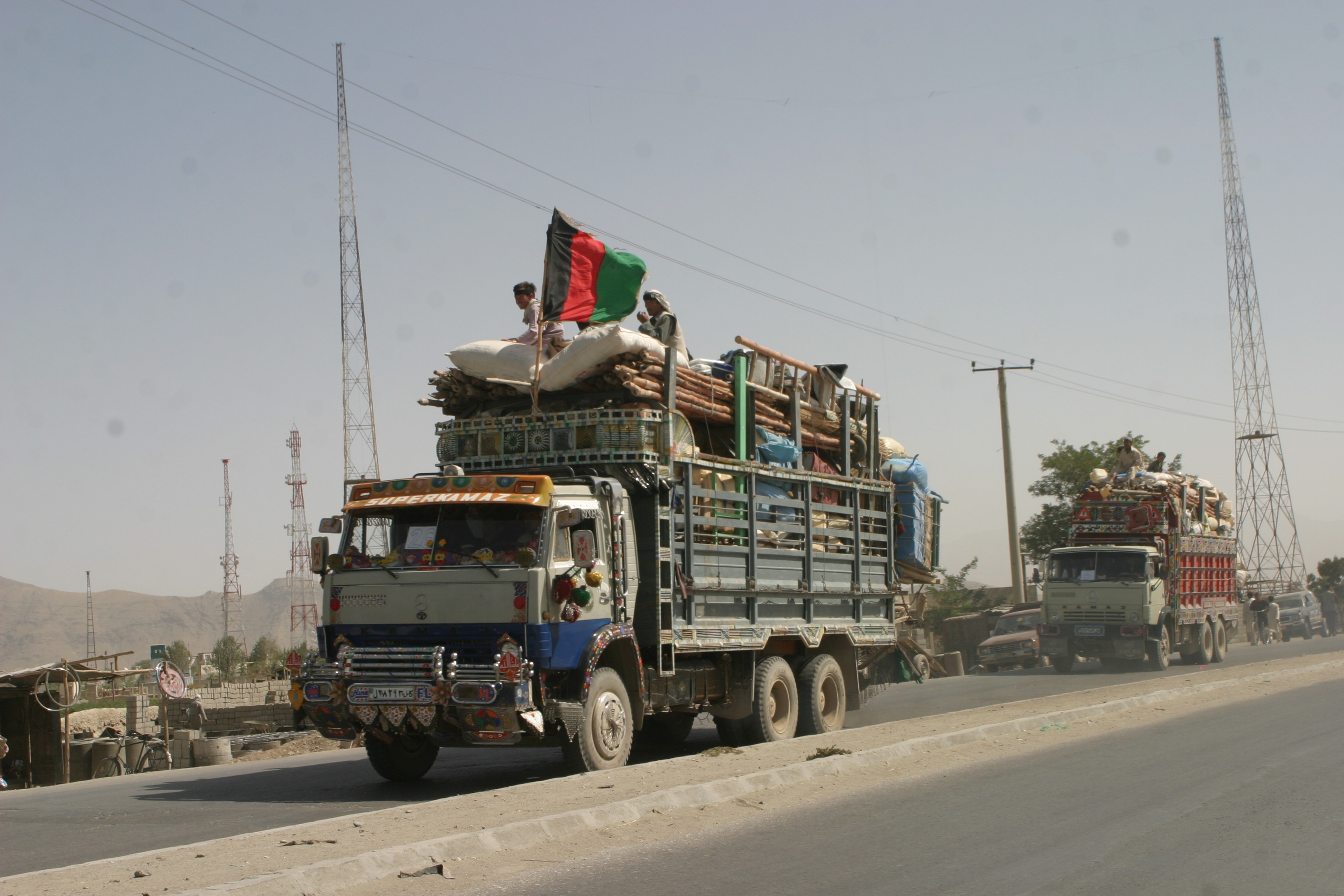
پناهجویان افغانستانی در حال بازگشت از پاکستان، سال ۲۰۰۴ میلادی.

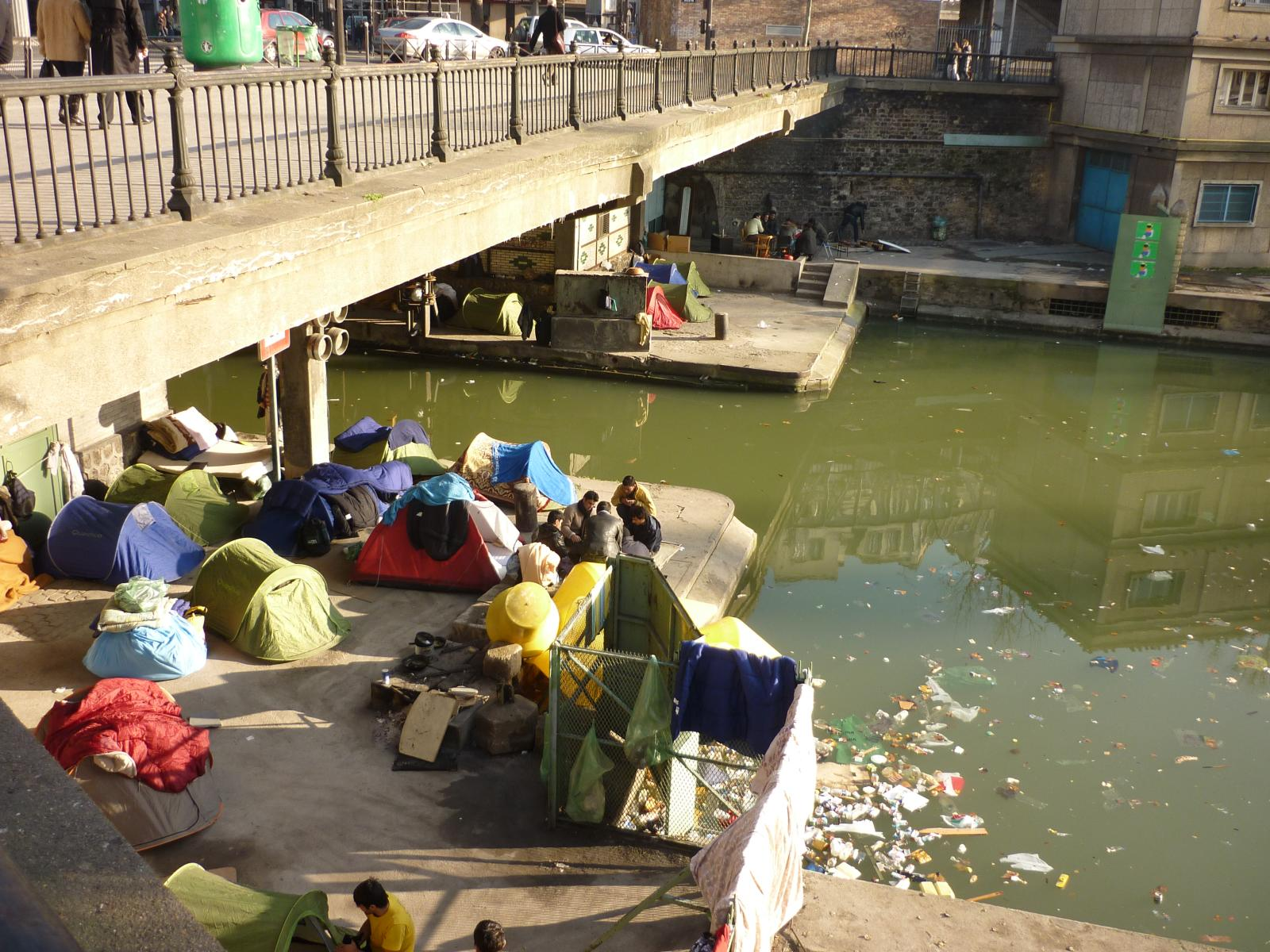
پناهجویان افغانستانی در زیر پلی در آبراه سنت مارتین کشور فرانسه، سال ۲۰۱۰ میلادی.

| کشور/منطقه          | جنگ شوروی در افغانستان | جنگ کابل ۱۹۹۲ تا ۱۹۹۶ | طالبان | جنگ درافغانستان ۲۰۰۱ تا ۲۰۲۱ | جنگ درافغانستان ۲۰۰۱ تا ۲۰۲۱ |
| ------------------- | ---------------------- | --------------------- | ------ | ---------------------------- | ---------------------------- |
| ایران               | ۳٬۱۰۰٬۰۰۰              |                       |        | ۲٬۸۰۰٬۰۰۰                    | [ ۳۹ ] [ ۴۵ ] [ A ۱ ]        |
| پاکستان             | ۳٬۱۰۰٬۰۰۰              |                       |        | ۲٬۵۰۰٬۰۰۰                    | [ ۳۹ ] [ ۴۰ ] [ A ۲ ]        |
| امارات              |                        |                       |        | ۳۰۰٬۰۰۰                      | [ ۴۶ ] [ A ۳ ]               |
| آلمان               |                        |                       |        | ۱۲۶٬۳۳۴                      | [ ۴۷ ] [ A ۴ ]               |
| ایالات متحده آمریکا |                        |                       |        | ۹۰٬۰۰۰                       | [ ۴۸ ] [ A ۵ ]               |
| بریتانیا            |                        |                       |        | ۵۶٬۰۰۰                       | [ ۴۹ ] [ A ۶ ]               |
| استرالیا            |                        |                       |        | ۲۸٬۵۹۷                       | [ ۵۰ ] [ A ۷ ]               |
| فرانسه              |                        |                       |        | ۲۰٬۸۵۴                       | [ ۵۱ ] [ A ۸ ]               |
| دانمارک             |                        |                       |        | ۱۵٬۸۵۴                       | [ ۵۱ ] [ A ۹ ]               |
| هندوستان            |                        |                       |        | ۱۸٬۰۰۰                       | [ ۵۲ ] [ A ۱۰ ]              |
| کانادا              | ۴٬۲۱۵                  | ۵٬۳۹۰                 | ۱۰٬۳۲۰ | ۱۶٬۲۴۰                       | [ ۵۳ ] [ A ۱۴ ]              |
| سوئد                |                        |                       |        | ۶٬۹۰۴                        | [ ۵۴ ] [ A ۱۵ ]              |
| تاجیکستان           |                        | ۱۱۶۱                  | ۱۵٬۳۳۶ | ۳٬۴۲۷                        | [ ۵۵ ] [ A ۱۶ ]              |
| قطر                 |                        |                       |        | ۲٬۶۰۰                        | [ ۵۶ ] [ A ۱۷ ]              |
| سوریه               |                        |                       |        | ۱٬۷۵۰                        | [ ۵۷ ] [ A ۱۸ ]              |
| ترکیه               |                        |                       |        | ۳۰۰                          | [ ۵۸ ] [ A ۱۹ ]              |